# Röj väg för Kristus, Frälsaren
Röj väg för Kristus, Frälsaren är en sång med text skriven omkring 1930 av Carl Breien och musik av Philip Paul Bliss.

## Publicerad i
- Frälsningsarméns sångbok 1968 som nr 584 under rubriken "Högtider - Advent".
- Frälsningsarméns sångbok 1990 som nr 636 under rubriken "Strid och kallelse till tjänst".